# Secrets and Lies (série télévisée, 2014)
Pour les articles homonymes, voir Secrets and Lies.
Secrets and Lies (littéralement « Secrets et Mensonges ») est une série télévisée australienne de six épisodes créée par Stephen M. Irwin (en) et diffusée sur Network Ten entre le 3 mars et 7 avril 2014 et au Canada sur CBC Television.
En France, la série a été diffusée sur France 2, du 26 janvier au 2 février 2015[réf. nécessaire]. Au Québec, elle est diffusée en français sur Unis du 28 au 30 décembre 2014.
La série a été adaptée aux États-Unis, sous le même nom, pour une diffusion en mars 2015 sur ABC.

## Synopsis
Lors de son jogging dans les bois, Ben Gundelach, un père de famille ordinaire, découvre le cadavre de Thom Murnane, le fils de sa voisine âgé de quatre ans. Il a été assassiné, le meurtrier lui ayant fracassé le crâne. Alors que la police enquête et que l'affaire prend une ampleur nationale, Ben apparait rapidement comme le suspect no 1. Traité comme coupable par la communauté et les médias de Brisbane (Queensland), il décide de mener l'enquête pour prouver son innocence avant de perdre sa réputation, son mariage, ses enfants et son travail.

## Distribution

### Acteurs principaux
- Martin Henderson (VF : Damien Boisseau) : Ben Gundelach
- Anthony Hayes (en) (VF : Pierre-François Pistorio) : Détective Ian Cornielle
- Diana Glenn (en) : Christy Gundelach, femme de Ben
- Adrienne Pickering : Jess Murnane
- Philippa Coulthard : (VF : Cindy Lemineur) : Tasha Gundelach, fille de Ben et Christy
- Piper Morrissey (VF : Lisa Caruso) : Eva Gundelach, fille de Ben et Christy
- Damon Gameau (VF : Fabien Jacquelin) : Dave Carroll, ami de Ben
- Hunter Stratton Boland : Thom Murnane, fils de Jess

### Acteurs récurrents et invités
- Mouche Phillips (en) : Vanessa Turner (épisodes 1-4)
- Damien Garvey (en) : (VF : Jérôme Keen) : Stuart Haire (épisodes 1, 3, 5)
- Steven Tandy (en) : Kevin Gresham (épisodes 1-3, 5-6)
- Barbara Lowing : Elaine Gresham (épisodes 1-2, 5-6)
- Hugh Parker : Dr Tim Turner (épisodes 1-2, 4)
- Ben Lawson : (VF : Fabrice Lelyon) : Paul Murnane, mari de Jess (épisodes 2-3, 6)
- Mirrah Foulkes (VF : Claire Morin) : Nicole Hoebel, sœur de Jess (épisodes 2-3, 5)

Version française :
- Société de doublage : Mediadub International
- Direction artistique : Éric Sola, adaptation : Nathalie Castellani

## Production

### Développement
Une deuxième saison serait en cours de préparation par le créateur mais la chaine n'a fait aucune confirmation officielle.

### Fiche technique
- Titre original : Secrets and Lies (littéralement Secrets et Mensonges)
- Titre français : Secrets and Lies
- Création : Stephen M. Irwin (en)
- Réalisation : Kate Dennis (épisodes 1-3), Peter Salmon (épisodes 4-6)
- Scénario : Stephen M. Irwin (en) et Kylie Needham (épisodes 3-4)
- Décors : Christopher Cox
- Costumes : Vanessa Loh
- Photographie : Robert Humphreys
- Montage : Denise Haratzis (épisodes 1-3), Geoffrey Lamb (épisodes 4-6)
- Musique : Matteo Zingales (en)
- Casting : Jane Norris
- Production : Tracey Robertson et Leigh McGrath
- Production déléguée : Julie Forster
- Société de production : Hoodlum Entertainment
- Budget :
- Pays d'origine :  Australie
- Langue originale : Anglais australien
- Format : couleur
- Genre : série télévisée dramatique et policière
- Durée : 48 minutes (par ép.)

## Accueil

### Audiences
La série télévisée est suivie par une moyenne de 3,03 millions de téléspectateurs en France, soit 13,25 % de part d'audience.

### Réception critique
La série obtient une note de 7,7/10 sur IMDb (704 avis).
La série est bien accueillie par les hebdomadaires français de télévision qui lui donnent des bonnes voire très bonnes notes. Télé Loisirs parle d'une « atmosphère pesante où flotte un parfum de suspicion » avec un bémol pour le temps de mise en place de l'intrigue. Pour Nathalie Chuc, de TV Magazine, « le suspense est maintenu et la révélation du véritable coupable ne déçoit pas ».
Pierre Langlais, de Télérama, comme de nombreux autres critiques, trouve des similitudes avec la série britannique Broadchurch : meurtre d'une jeune victime dans une communauté qui se déchire. L'intrigue est pleine de rebondissements, et adopte le point de vue de son héros dans une atmosphère humide et étouffante.